# Дзирциемс
Дзирциемс (латис. Dzirciems) — мікрорайон у складі Курземського району Риги та один із центральних мікрорайонів на лівому березі Даугави. Межує з мікрорайонами Ільгюциемс, Кіпсала, Агенскалнс, Засулаукс та Іманта. Межами мікрорайону є залізнична колія, вулиці Слокас, Дагмарас, Ліліяс і Твайконю, Зундс, вулиці Ранкья дамбис, Клиньґєрю, Кулдігас та Юрмалас гатве.
Загальна площа мікрорайону становить 2,444 км², що є приблизно вдвічі більшим за середній показник площі мікрорайонів у Ризі, але таким чином цей мікрорайон легше асоціювати з об'єднаною просторовою і функціональною одиницею. Довжина меж мікрорайону за периметром складає 7 689 м.
У мікрорайоні Дзирциемс розташований парк Дзегужкална із горою Дзегужкалнс, яка має висоту 28 м над рівнем моря і є найвищою точкою Риги. Також тут знаходиться Ризький університет імені Страдиня, Стоматологічний інститут та Ризький лакофарбовий завод.
Рельєф та мережа вулиць Дзирциемса, так само, як і разом з іншими мікрорайонами, дуже змінилися у зв'язку із забудовою його багатоповерховими будинками за часів радянської влади. У 1980-х рр. уздовж вулиці Лиелезерес ще зберігався невеликий рів — залишки річки Бундзиньупіте, яка колись протікала тут, можливо, до ставків парка Нордекю. 
Спочатку сучасний мікрорайон Дзирциемс не розділяли як окрему територіальну одиницю, тому його разом з територією до лугів Спілве називали Ільгюциемсом. Лише з 1970-х рр. прилеглі до вулиці Дзирциема території мизи Нордекю та Засулаукса почали називати Дзирциемсом.

## Історія
Найдавніше поселення на території сучасного Дзирциемса утворилося на землях, що належали шпиталю св. Юрія. Тоді воно мало назву Юр'ївського або Зундського поселення (латис. Jura ciems або Zunda ciems відповідно) і було найбільшим поселення на лівому березі Даугави за кількістю мешканців; у 1692 році тут налічувалося 102 оселі. Це поселення займало територію навпроти острова Кіпсала, між Зундсом і сучасною вулицею Даугавгрівас. Розвиткові поселення сприяла і паромна переправа, яка забезпечувала сполучення між Кіпсалою і Ригою. Першими мешканцями поселення були переважно латиші, які займалися садівництвом і рибальством; поширеними також були професії поромника і бракувальника щогл. З кінця XVII століття тут поступово утворився прошарок заможних латишів, які головним чином були представниками допоміжних торгівельних професій — у галузі перевезень, сортування, зважування та первинної обробки товарів. Поселення було зруйноване під час Північної війни. Хоча у XVIII столітті тут почалася нова забудова, свого тодішнього значення і розмірів поселення вже не мало. Аж до Першої світової війни на картах і планах ця частина лівого берега Даугави позначалася як окрема територіальна одиниця і називалася Зундсом (латис. Zunds) або Зундським поселенням (латис. Zunda ciems).
Наприкінці XVIII століття на території поселення св. Юрія оселився таємний радник із Прусії, консул і купець Йоганн Вільгельм Гельмунд. Він заснував фірму Helmund & Sohn і придбав вісім ділянок землі, на яких збудував одне з перших промислових підприємств — фабрику з виробництва глеків (біля сучасної вулиці Уденс).
У другій половині ХІХ століття в Зундсі почалось активне будівництво численних фабрик і промислових підприємств, приблизно у цей самий час вже була забудована по всій своїй довжині вулиця Даугавгрівас. Поруч з броварнями, лісопильнями і мануфактурами один за одним почали відкриватися корчми і трактири. Цьому сприяла близькість Даугавгрівського порту і дозвіл на спорудження кам'яних будівель. Територію між вулицею Даугавгрівас і Зундсом і зараз займає здебільшого промислова забудова — як діюче виробництво, так і покинуті складські споруди.
У заводських корпуса, які зараз відомі як вулиця Даугавгрівас, 31, у різні часи діяли різні підприємства. Тут знаходилася заснована у 1879 році доцентом Ризького політехнікуму Р.Г. Мантелем та інженером М. Салате машинна фабрика, яка до 1904 року будувала пароплави. У 1910 році завод був розширений, були створені чавунні та металеві ливарні цехи, у яких вироблялися парові машини, турбіни тощо. На початку 1920–1930-х рр. на цій території розміщувалася фабрика паркетів та дерев'яних виробів О. Бертинь-Берзиньша. Після Другої світової війни це була територія Ризького заводу сільськогосподарських машин.
Значну за розміром територію з 1951 року займає Ризький лакофарбовий завод по вулиці Даугавгрівас, 63/65. До середини 1930-х рр. ХХ століття тут діяла заснована у 1898 фабрика анілінових фарб Leopold Cassella & Co.
На вулиці Даугавгрівас 82/84, біля розгалуження шляхів на Даугавгріву і Буллі, у 1863 році почала працювати броварня «Ільгюциемс», яка згоріла у 1876 році. Її відновленням зайнялось новостворене акціонерне товариство, яке відбудувало на тому ж самому місці абсолютно нову і значно сучаснішу броварню. Вона серед перших у всій Російській імперії почала виробляти екстракт солоду. Зовсім неподалік, на вулиці Даугавгрівас, 57/61, знаходиться друга, заснована у 1870 році, броварня «Таннгейзер» (її виробничі корпуси були споруджені на початку ХХ століття). У 1937 році її націоналізували та включили до акціонерного товариства «Aldaris», але у 1945 році її об'єднали з вищезгаданою броварнею «Ільгюциемс».
На вулиці Даугавгрівас, 43, у 1920-х рр. діяла «фабрика фортепіано» Е. Вейса, але на думку архітектора Р. Блума на цьому місці щонайменше з початку ХІХ століття могла знаходитися т.зв. Засумуйжська корчма.
Наприкінці ХІХ століття численні земельні ділянки біля Зундса — відгалуження Даугави — належали заможному торговцю деревиною Георгу Вільгельму Шредеру. У 1902 році він спорудив кілька модних за тодішнім стилем будівель і сучасний багатоквартирний орендний будинок на розі вулиць Безделігу та Уденс, який був першою і єдиною великою будівлею на місці колишнього Зундського поселення.
На захід від давнього Зундського поселення знаходиться гора Дзегужкалнс, також відома як гора Єру (латис. Jēru kalns) — найвища точка Риги (28 м над рівнем моря). Тут була широка валоподібна дюна завдовжки в 1 км ат завширшки у 0,3 км у піщаній рівнині Балтійського льодовикового озера. Назва гори походить від будинку селянина Зеггуса (нім. Seggus, латис. Dzeguze), що входив до складу садиби Пінькю, яка знаходилася неподалік. По цю сторону вулиці Буллю на схилі валів дюни з XVII століття було облаштовано місце для поховань. У 1845 році Ризька ратуша постановила влаштувати тут цвинтар для мешканців міста, що належали до усіх християнських конфесій, на якому за місце для поховання не потрібно було платити. У 1907 році цвинтар було закрито. У 1893 році на відкритій території площею більше двох гектарів почалось спорудження парку Дзегужкална за проектом директора міських садів Г. Куфальдта. У 1911 році парк вже був облаштований: були прокладені доріжки, засаджені зелені насадження, посаджено бузок та інші яскраві кущі. На вершині гори було збудовано невеличкий кавовий павільйон, а на схилі — естраду. З 1929 року роботи з благоустрою парку проводилися за проектом А. Зейдакса.
Недалеко від гори Дзегужкалнс, приблизно біля сучасного перехрестя вулиць Буллю і Даугавгрівас у середині XVIII століття знаходилася садиба, що належала латиському підприємцеві і бракувальнику щогл  Йоганну Штейнгауеру, яка займала територію на північ від сучасного цвинтаря Мартиня між вулицями Слокас і Даугавгрівас. Штейнгауер збудував тут вітряки у голландському стилі, а поруч з невеликою річкою, що протікала повз, у 1764 році спорудив паперовий млин — першу паперову мануфактуру Риги.
На території Дзирциемса вже у 1667 році почала діяти т.зв. Зундська школа, у якій могли навчатися діти місцевих латиських рибалок і човнярів. У 1689 році для латиських дітей відкрилася ще одна школа.
В основі розвитку Дзирциемса була дерев'яна і кам'яна малоповерхова житлова забудова. Старі квартали чергувалися з новими, які мали багатоповерхову забудову. Будівлі, споруджені наприкінці ХІХ і на початку ХХ століття, збереглися на початку вулиці Буллю біля гори Дзегужкалнс та на окремих фрагментах вулиці Дзирциема.
Вулиця Дзирциема є однією з найбільших трас сполучення Дзирциемса; вона проходить і через мікрорайон Ільгюциемс. Вона утворилася як шлях від вулиці Буллю до мизи Лієла (латис. Liela muiža). У 1930-х рр., під час планування забудови Ільгюциемса, було передбачено т.зв. пролам вулиці Дзирциема від вулиці Буллю до вулиці Пурва. Далі лінія вулиці Дзирциема змінювалася згідно з детальним планом комплексної реконструції забудови Ільгюциемса від 1968 року.
На вулиці Дзирциема, 16, знаходиться один з найбільших комплексів вищих навчальних закладів Латвії — Ризький університет імені Страдиня (арх. В. Чиксте, 1987 рік), який складається із споруд різного розміру і висоти. До початку ХХ століття приблизно на цьому місці була територія мизи Засу (латис. Zasu muiža, нім. Sasenhof) — болотисті луги, де пізніше було розбито парк зі ставком, у якому власник землі Р. Трієцс вирощував риб. Також у Дзирциемсі знаходилися ще дві садиби: миза Дрездена і миза Герстенмейєра.
Більша частина житлових споруд мікрорайону була збудована за радянських часів (у 1970-х рр.) по вулиці Дзирциема. Саме за її назвою мікрорайон і отримав свою.

## Освіта
У Дзирциемсі є декілька шкіл, зокрема, 1-ша вечірня середня школа, Ризька 41-ша середня школа, Ризька 34-та (раніше 68-ма) середня школа та Ризька художня середня школа імені Яніса Розенталя; також тут розташовані Пардаугавська професійна школа і Ризький університет імені Страдиня. Станом на 2017 рік у таких мікрорайонах Пардаугави, як Дзирциемс, Агенскалнс та Ільгюциемс, діяли дві державні гімназії і сім середніх шкіл, хоча кількість учнів (568) була достатньою лише у двох середніх школах. Враховуючи розміщення місць проживання учнів та індекси обов'язкового централізованого іспиту (OCE) у школах мікрорайону — 34-й (50,1%) і 41-й середній школах (50,5%), а також Ільгюциемській середній школі (33,1%), було запропоновано створити дві середні школи на місці цих семи середніх шкіл.

## Інфраструктура

### Громадський транспорт

#### Автобус
- №4: вул. Абренес — Пінькі[lv]
- №4z: вул. Абренес — Золітуде
- №13: станція Бабіте[ru] — станція Пречу-2
- №21: Югла-3 — Іманта
- №30: площа Стаціяс (Привокзальна) — Даугавгріва
- №37: Еспланада — Іманта
- №38: вул. Абренес — вул. Дзирциема
- №39: вул. Абренес — кладовище Лачупес
- №41: Еспланада — Іманта
- №46: Зиепниеккалнс — Золітуде
- №54: вул. Абренес — Волері

#### Тролейбус
- №9: площа Стаціяс (Привокзальна) — Ільгюциемс
- №25: вул. Брівібас — Ільгюциемс

#### Трамвай
- №1: Югла — Іманта
- №2: Центральний ринок — вул. Тапешу
- №5: Мілгравіс — Ільгюциемс

### Торгові центри та АЗС
- Maxima (вул. Маза-Стаціяс)
- Rimi (вул. Дзирциема/Лиелезерес)
- Circle K (вул. Дзирциема/Лиелезерес)
- Mego (вул. Дзирциема)
- Maxima (вул. Дзирциема)
- Mego (Юрмалас гатве)
- Circle K (вул. Дзирциема/Юрмалас гатве)
- Neste[lv] (вул. Даугавгрівас)

## Галерея

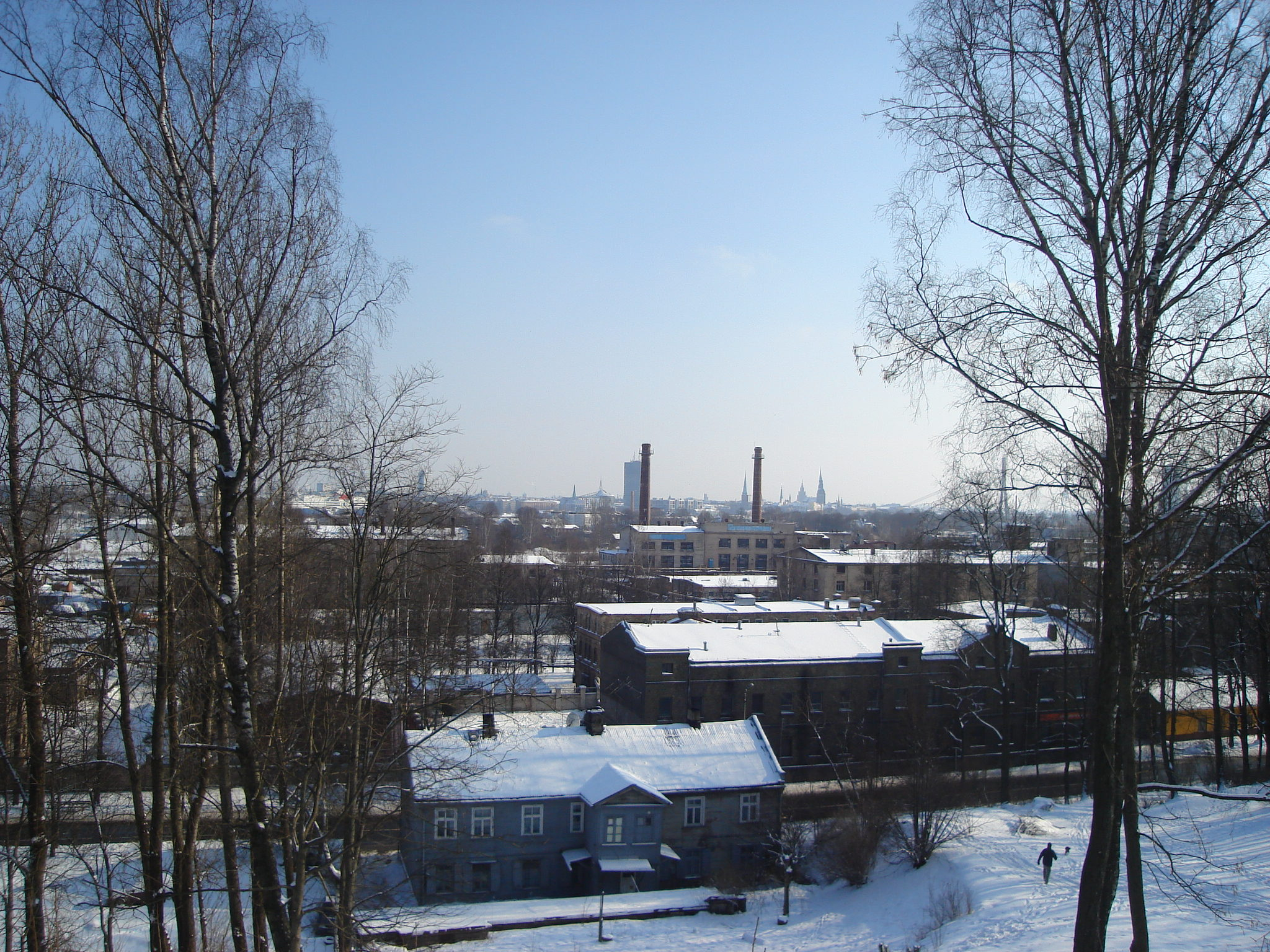
Вид з гори Дзегужкалнс
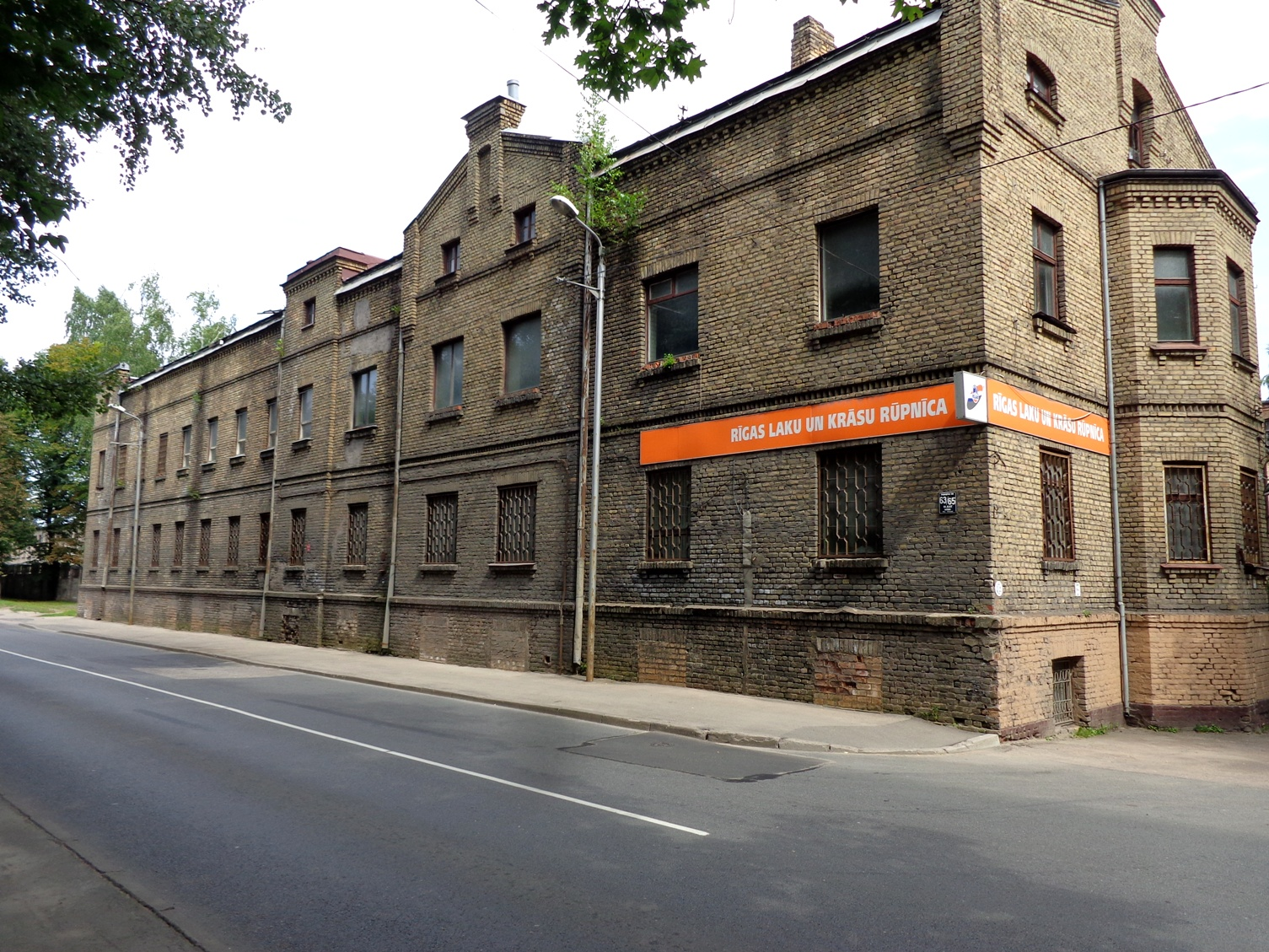
Будівля колишнього лакофарбового заводу
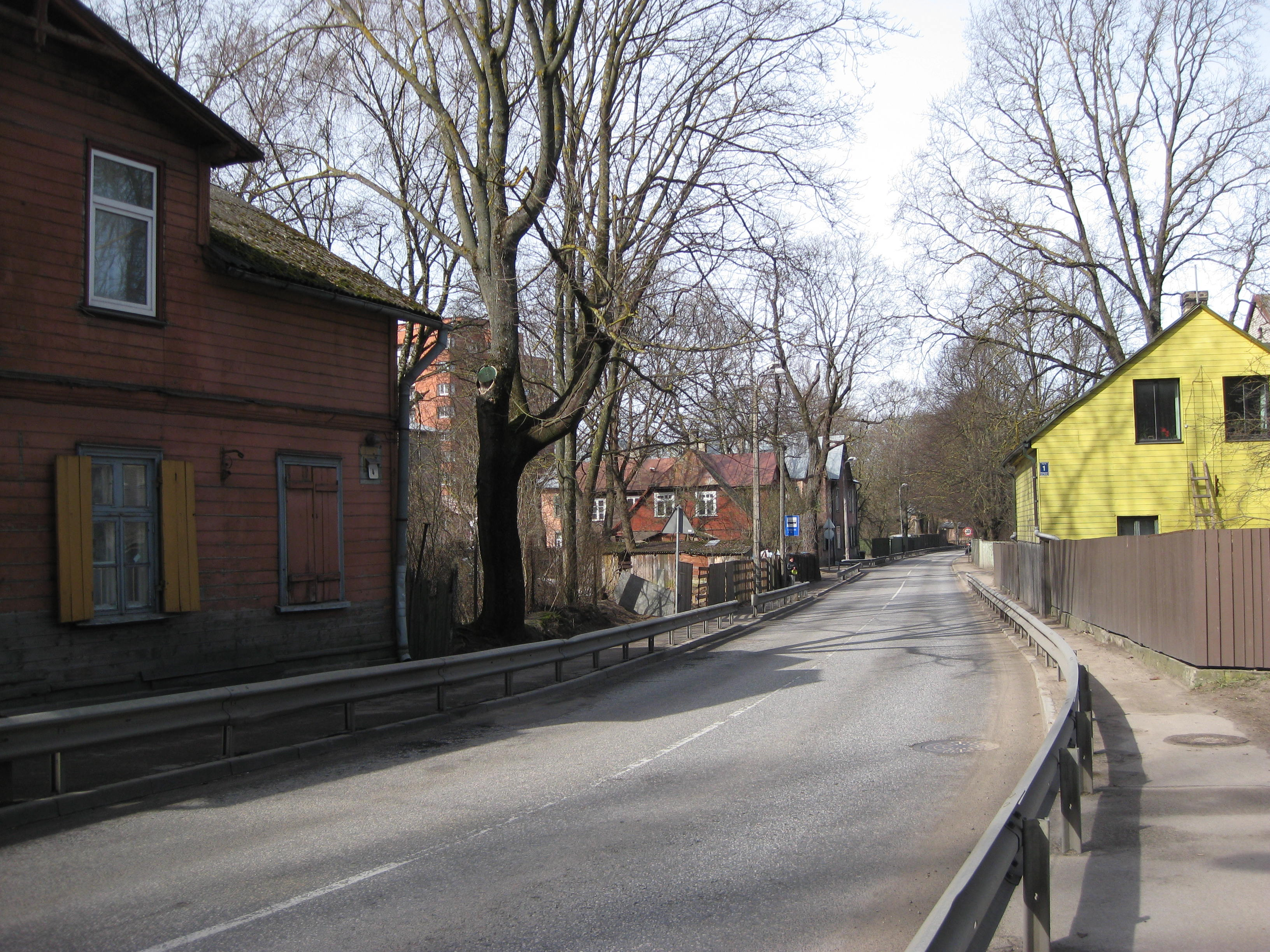
Вулиця Буллю
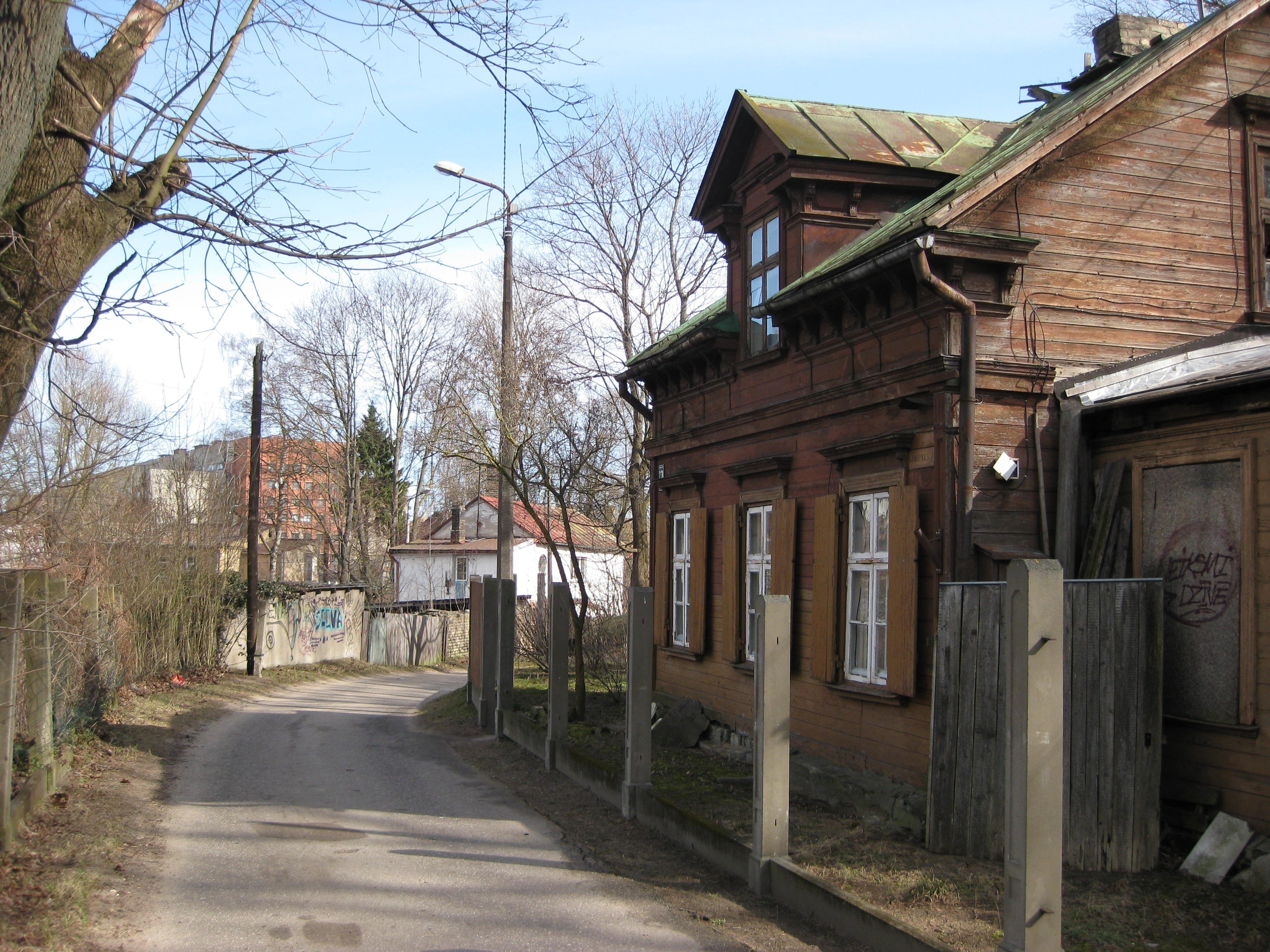
Вулиця Ембутес
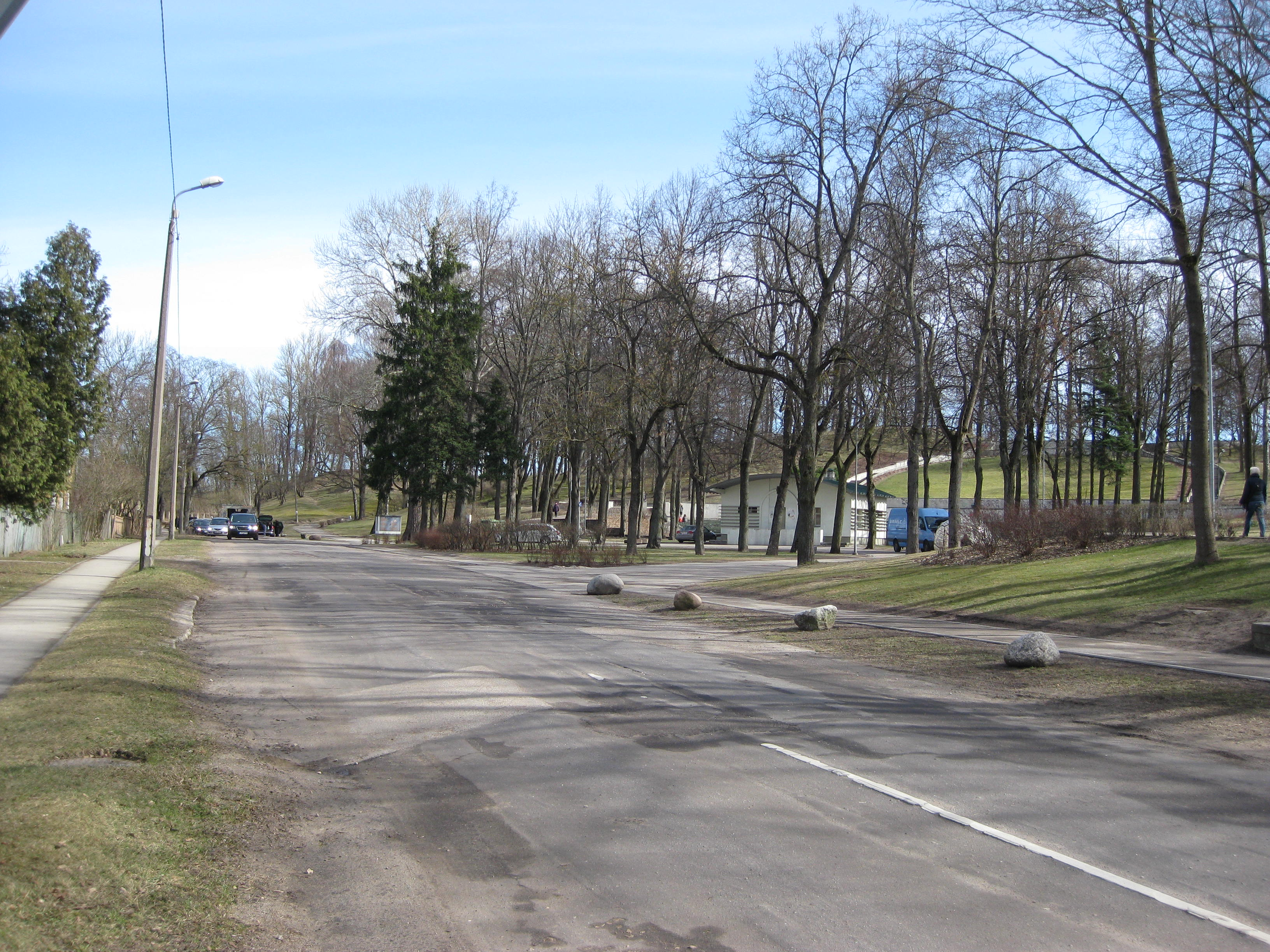
Вулиця Дзегужу